# Борис Иванович Козельско-Перемышльский
Борис Иванович Козельско-Перемышльский — последний удельный князь козельско-перемышльский (Перемышль на Оке, не путать с Перемышлем в Польше), единственный сын князя Ивана Михайловича. Рюрикович в XXI колене.
В 1491 году вместе с отцом перешёл из литовского подданства на службу московскому князю Ивану III. В 1492 году принимал участие в отражении нападения крымских татар под Мосальском. В 1499 году вместе с Одоевским-Швихом выбивал крымских и азовских татар из-под Белёва и Козельска. В 1503 году пытался отвоевать вотчины, оставшиеся в Литве.
Имел сына Фёдора, который уже не был удельным князем. Сын Фёдора Иван Горчак — по одной из версий предок князей Горчаковых.